# Завадовський Іван Іванович (мореплавець)
Іван Іванович Завадовський (н. 1780, с. Сари поблизу Гядяча? — п. 1837, Одеса) — навколосвітній й південно-полярний мандрівник українсько-російського походження, із полтавських дворян, контрадмірал (у флоті Російської Імперії), картограф, гідрограф, дослідник, збирач природних колекцій.

## Біографія

### Згідно з словником А. Половцова
Перша біограма про І.Завадовського побачила світ наприкінці 1890-х, а саме, у словнику А.Половцова, який, у свою чергу, звертався до загального морського списку Морського міністерства. Взагалі, то був послужний список після-петрівських часів, укладений стисло і по-військовому. В наші дні, домінуючі довідкові зведення про І. І. Завадовського, з'явились, ймовірно, із появою вікіпедії, але так і залишилось російськомовними, одноманітними, і дуже схожими на вже згадану біограму авторства А.Половцова, і, як часто буває, без посилання на неї.

### Походження
Існують кілька версій походження І. І. Завадовського. Зокрема, вже декілька років І. І. Завадовський згадується у вікі-переліку відомих представників роду Завадовських, які, за родинною легендою, начебто походять від польського шляхтича Якова Завадовського, дворянина герба Равич. У деяких джерелах він наводиться як Яків Равич-Завадовський. Проте відомо, що були й інші дворянські роди Завадовських, можливо, спільного походження з графським, що внесені до 1-х частин Родовідних книг Волинської, Санкт-Петербургської та Херсонської губерній.
Як вдалося з'ясувати В. Придатко-Доліну, І. І. Завадовський мав родинне коріння, народився, (хрестився?) і, в різний час, проживав на території Лівобережної і Причорноморської України, адміністративно-територіальний статус якої суттєво змінювався. «Завадовские» є у списку «Малороссийские фамилии из числа генеральной старшины и полковников войска Малороссийского до 1764 года». Дуже цікаві деталі, у тому числі, щодо дворянства (саме нашого Завадовського), оприлюднив історик-ентузіаст з Миколаївщини — В. Н. Христенко, який написав, що у контрадмірала І. І. Завадовського було двоє синів — Михайло Іванович Завадовський (1815 — після 1841) і Олександр Іванович Завадовський (1817—1877), і додав, що запис про народження та хрещення і Михайла, і Олександра був у метричній книзі «с. Крутьков Гадячского повета Покровской церкви». Сьогодні — це Церква в ім'я Покрови Пресвятої Богородиці у кутку Крутьки села Сари Гадяцького району Полтавської області. Можна припустити, що їхній батько, І. І. Завадовський, був родом із тих країв, з Полтавщини. У нотатках до біографії старшого сина І. І. Завадовського, Михайла, майбутнього віце-адмірала, згадується, що Михайло був «из дворян Полтавской губернии, православный» — за записами В.Христенка. У 1796 році І. І. Завадовський був зарахований у Чорноморський морський корпус, а, як відомо, «основная масса кадет была потомственными дворянами или детьми личных дворян». Тож версія щодо Полтавщини має обґрунтування. Існують нотатки про зарахування «Завадовських» (яких?) до дворянства у Полтавській губернії, але без деталей.

### Дворянство
Не виключено, що члени родини майбутнього мореплавця (дід — ?.?.Завадовський, батько — Іван ..? Завадовський), спромоглися отримати своє полтавське (гадячське?) дворянство, як військові люди (старшини Війська Запорожського), підлеглі когось із Гетьманів, а потім царів-та-імператорів-і-імператриць (Петра Першого, і, далі, може, іще восьми після нього), пройшовши процедуру отримання власності (землі і кріпаків), російського службового рангу (від прапорщиків до прем'єр майорів) і нобілітацію. (Зрідка, дворянство отримували і не маючи великої власності.) Дослідники пишуть, що у XVIII мала місце шалена гонитва колишніх січовиків за дворянськими свідоцтвами. Зате, це давало привілеї, зокрема, діти дворян мали змогу отримувати освіту в привілейованих навчально-виховних закладах.

### Морська кар'єра

Колишня гімназія (наразі середня школа) на місці першого будинку Чорноморського кадетського корпусу у Миколаєві, де починав навчатися Іван Заводовський, [https://www.google.com/maps/place/вулиця+Адміральська,+24,+Миколаїв,+Миколаївська+область,+54000/data=!4m2!3m1!1s0x40c5c9796ecf8165:0x6e819e0eb553055c?sa=X&ved=2ahUKEwjkm6qigMTkAhVKxKYKHSZsDkgQ8gEwAHoECAoQAQ вулиця Адміральська, 24

1 січня 1796 року, у віці 16 років, Іван Іванович Завадовський був зарахований у Чорноморський кадетський корпус (Миколаїв). Останній був створений у Херсоні, у 1792 році, але переведений до Миколаєва під час переїзду контори Чорноморського адміралтейського правління. Корпус розмістився у спеціально побудованій будівлі, на місці якої наразі знаходиться гімназія № 2 (Адміральська, 24). Через чотири роки сюди був прийнятий на навчання і виховання юнак Іван Завадовський. Потім, адміралтейство вирішило, що краще мати один кадетський корпус замість декількох, а саме у С.-Петербурзі. Відповідно, у Миколаєві будівлю корпусу звільнили і перевезли туди (із Херсона?) штурманське училище й училище корабельної архітектури. Пізніше училище перенесли на Пороховий мис. На місці колишнього корпусу збудували будівлю гімназії, яка збереглася до нашого часу.
Кадетський корпус він закінчив 1 жовтня 1798 року, отримавши чин гардемарина. У 1798—1800 роках на 74-гарматному кораблі «Симеон и Анна» під командуванням капітана 2-го рангу К. С. Леонтовича перейшов з Севастополя в Архіпелаг і брав участь при взятті фортець Відо і Корфу, а потім ходив на 46-гарматному фрегаті «Навархия Вознесение Господне» під командуванням капітана 2-го рангу графа Н. Д. Войновича між Трієстом і Анконой і брав участь у здобутті фортеці Анкона. 9 травня 1801 р. був проведений в чин мічмана і на 46-гарматний фрегат «Зішестя Святого Духа», на якому ходив від Корфу до Бріндізі і перейшов до Константинополя.
У 1802 році на бригантині «Іларіон» перейшов з Константинополя до Миколаєва. У 1803 р. на кораблі «Ратна» ходив від Херсона до Севастополя. У 1805 році на кораблі «Исидор» здійснив похід від Севастополя на Корфу і назад. Після чого поїхав у відрядження в Кострому за рекрутами. У 1807—1811 роках крейсував по Чорному морю.
8 січня 1809 року був проведений в чин лейтенанта. У 1811 році на фрегаті «Лилия» ходив до Дунаю і брав участь у блокаді Варни. Був нагороджений орденом Святої Анни 3-го ступеня за відвагу під Варною при знищенні ворожих судів. У 1812—1817 рр. ходив у Чорному морі. У 1817 р. командував десятьма канонерськими човнами і ходив між Херсоном і Миколаєвом. У 1818 році командуючи бригом «Мингрелия», ходив від Миколаєва до Севастополя.
28 лютого 1819 р. був проведений в капітан-лейтенанти і на фрегаті «Флора» ходив у Чорному морі і в тому ж році був переведений в Балтійський флот. У 1819—1821 рр. на шлюпі «Востокъ» під командуванням капітана 2-го рангу Ф. Ф. Беллінсгаузена І. І. Завадовський здійснив навколосвітнє плавання до Південного океану, у пошуках шляху до Південного полюса. 5 серпня 1821 був проведений «за вояж» в чин капітана 2-го рангу і нагороджений подвійним окладом платні. У тому ж році, 26 грудня, «За сумлінну вислугу в офіцерських чинах 18-ти шестимісячних морських кампаній» нагороджений орденом Святого Георгія 4-го класу.
У 1823 році І. І. Завадовський був переведений з Балтійського на Чорноморський флот і в 1824 році відряджений до Кременчука комісіонером Чорноморського департаменту. У 1825—1828 рр. командував Дунайською флотилією. 6 січня 1826 був проведений в чин капітана 1-го рангу, а 29 травня 1828 р. в чин контрадмірала за заслуги при знищенні турецької флотилії під Браїловом. 20 лютого 1828 р. був звільнений у відставку.

### Участь у відкритті Антарктики
Іван Завадовський був капітан-лейтенантом, другим по рангу офіцером на борту шлюпу «Востокъ», який разом з шлюпом «Мирный» брав участь у південно-полярній експедиції Фабіана Готліба фон Беллінґсгаузена 1819—1821 рр. Учасники експедиції в 1820 р. відкрили острови з групи Південних Сандвичевих островів, острови Олександра I та Петра І. Деякі радянські історики вважали, що експедиція Ф. фон Беллінґсгаузена у 1820 р. могла першою в історії спостерігати берег антарктичного континенту.

### Географія життя, пов'язана з Україною

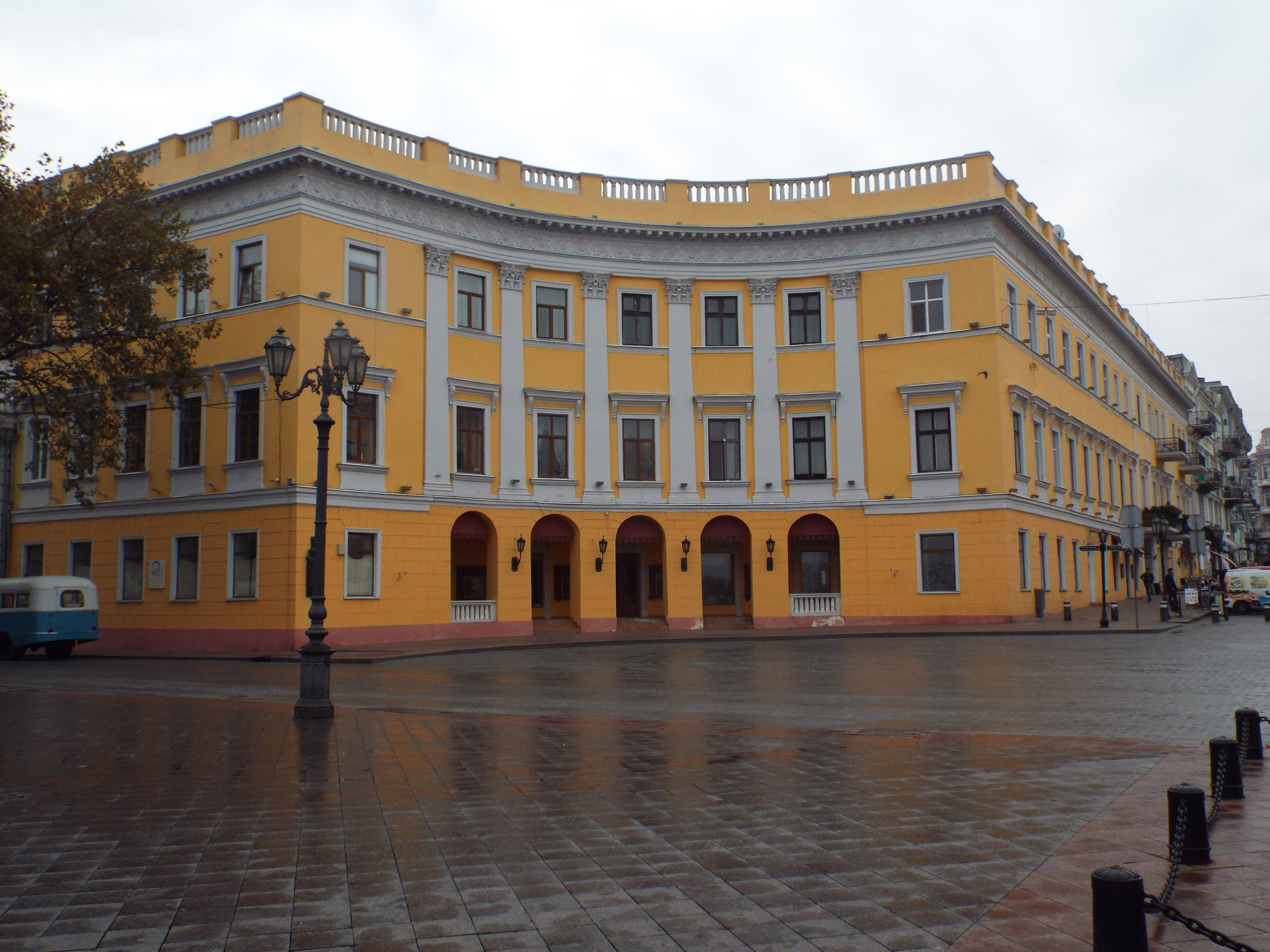
Будинок Івана Завадовського у Одесі. Фото 2021 р.

Географія життя була тісно пов'язана з Україною: Лівобережна Гетьманщина (Гадяч) — ймовірно, землі предків, і, одночасно, місто, де був старостою його онук, Віктор;  «с. Крутьков Гадячского повета» (сьогодні — кут Крутьки села Сари Гадяцького району Полтавської області) — місце народження і хрещення першого, старшого сина, Михайла, і другого, молодшого Олександра, і, ймовірно, місце розташування родинного, батьківського маєтку (?); Миколаїв (Николаев) — місто, де юнак виховувався і навчався, а також місце сьогоднішнього проживання родичів, у яких і зараз зберігається рідкісні сімейні фото, а також мінерал, привезений (ним?), з острова Завадовського (Антарктида), і де до пам'ятного списку адміралів міста включено його молодшого сина — Олександра; Севастополь, Корфу, Триєст, Анкона, Бриндизи, Константинополь, Херсон, Севастополь, Кострома, р. Дунай, Варна, Чорне море, Балтійське море, сьогоднішня Антарктика (і морський шлях до неї), р. Дунай, Ізмаїл; Одеса — місце служби і місто останніх років життя і поховання, і де поблизу Приморського бульвару є «будинок контрадмірала Завадовського».

### Останні роки життя
Достеменно не відомо, як проходили останні роки життя мореплавця. У 1830 р., за сім років до відходу у засвіти, І. І. Завадовський завершив в Одесі будівництво дохідного будинку на 60 квартир, за проектами архітекторів А.Мельникова і Ф.Боффо, і який у 1833 перекупив у нього француз (Верелю?), і де потім був готель «Петербургский», а також престижний ресторан. У готелі зупинялись відомі особистості. Сьогодні, це будинок № 8 на Приморському бульварі в Одесі, який носить народну назву «Дом Завадовского», хоча і належить декільком власникам. Зберігся документ, за яким у 1863 році в одеський ботанічний сад, який тільки народжувався, було передано 200 унікальних рослин із садиби Завадовського. В інтерв'ю, де згадується цей документ, є роз'яснення, що йдеться про контрадмірала Івана Завадовського, всесвітнього мандрівника. Щодо рослин, то сьогодні їх можна побачити в теплиці Бернардацці в Ботанічному саду Одеського національного університету імені Іллі Мечникова. Щодо садиби — то сьогодні це територія ландшафтного заказника «Завадовський» у складі природно-заповідного фонду України .

## Місце поховання
Іван Завадовський був похований у 1837 році, в Одесі, на Першому (Старому) Християнському цвинтарі, поблизу Церкви Всіх Святих, або Усіхсвятської церкви. Могила не збереглася, так як у 1920—1934 роках і храм і цвинтар були зруйновані більшовиками; у 1937 році на частині території кладовища почали діяти парк культури, атракціони, зоопарк. Зберігся лише церковний запис «Завадовский Иван Иванович 1780—1837 командующий Дунайской флотилии контрадмирал». Зараз, територія старого одеського цвинтаря перебуває на реконструкції.

## Пам'ять і вшанування
Фото Івана Завадовського було зроблено у фотостудії Хлопоніна, яка розміщувалася на розі вулиць Дерібасівської і Преображенської, в Одесі.
23 грудня 1819 (4 січня н.с. 1820) Ф. Беллінґсгаузен назвав іменем І.Завадовського один із Південних Сандвічевих островів, а академік живопису Павло Михайлов встиг намалювати острів аквареллю. Більш відомою є чорно-біла версія малюнка (літографія) — із додатку «Атлас к путешествию капитана Беллинсгаузена…». Острів входить до складу Британських заморських територій (South Georgia and the South Sandwich Islands). В 1956 році радянська антарктична експедиція відкрила і назвала іменем І.Завадовського іще один острів — у Західному шельфовому льодовику поблизу Антарктиди.
У 2016 році Уряд Південної Джорджії та Південних Сандвічевих Островів надрукував чотири поштові марки «Острів Завадовського». Також, в честь Завадовського названий льодовик на острові Петра I.
У кіноповісті Олександра Довженка «Антарктида» (1950?) Іван Завадовський є одним із домінуючих персонажів. Дуже ймовірно, що Довженко неодноразово згадував капітана-лейтенанта у кіносценарії «Відкриття Антарктиди», і про що ми дізнаємось, якщо цей рукопис буде знайдений.
У кінострічці «Странник» (1986) — це один із персонажів, але з якихось причин актор, який його грає, був безвусим.
Існує пропозиція: в рамках урочистостей з 200-річчя відкриття Антарктики встановити меморіальні дошки в місцях пов'язаних з Завадовським — це в Одесі (будинок Заводовського) та Миколаєві (штурманське училище).